# Acanthodactylus schreiberi
Espèce
Synonymes
- Acanthodactylus savignyi var. schreiberi Boulenger, 1878
- Acanthodactylus schreiberi ataturi Yalçinkaya & Göçmen, 2012

Statut de conservation UICN

 EN A2c; B2ab(i,ii,iii,iv) : En danger
Acanthodactylus schreiberi est une espèce de sauriens de la famille des Lacertidae.

## Répartition
Cette espèce se rencontre à Chypre, en Turquie, en Israël et au Liban,.

## Étymologie
Cette espèce est nommée en l'honneur du zoologiste autrichien Egid Schreiber (1836-1913).

## Publications originales
- Boulenger, 1878 : Sur les espèces d'Acanthodactyles des bords de la Méditerranée. Bulletin de la Société zoologique de France, vol. 3, p. 179-197 (texte intégral).
- Yalçinkaya & Göçmen, 2012 : A new subspecies from Anatolia, Acanthodactylus schreiberi Boulenger, 1879 ataturi n. ssp. (Squamata: Lacertidae). Biharean Biologist, vol. 6, no 1, p. 19-31 (texte intégral).